# Lotus 97T
Lotus 97T — гоночный автомобиль Формулы-1, выступавший в сезоне 1985 года.

## История

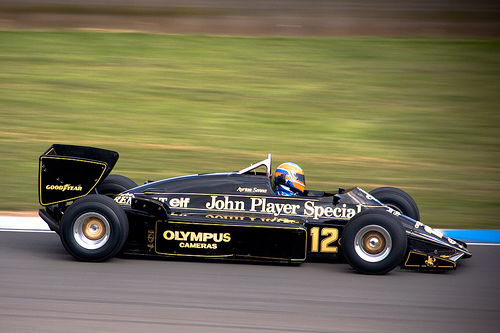
Lotus97T Айртона Сенны

Lotus 97T стал развитием модели Lotus 95T, с учётом новых требований к задним антикрыльям автомобилей Формулы-1. Он был разработан французским конструктором Жераром Дюкаружем и использовал турбодвигатель фирмы Renault. При разработке этой модели применялись аэродинамические элементы с модели Lotus 96T, которая проектировалась для Индикар, но так и не стартовала в гонках.
В 1985 году в компанию к опытному Элио де Анджелису команда Lotus подписала восходящую звезду Айртона Сенну из Toleman. Де Анджелис занял третье место в зачёте Чемпионата мира 1984 года и очень хорошо выглядел за рулём Lotus 95T.
Модель 97T показала себя очень конкурентоспособно в сезоне 1985 года. Пилоты команды завоевали три победы на этапах, восемь поул-позиций, что позволило Lotus занять четвёртое место в Кубке конструкторов. Первую победу в сезоне 1985 команде принёс Сенна: стартовав с поула на Гран-при Португалии под проливным дождём он опередил преследователей более чем на минуту. Бразилец выиграл ещё раз, в Спа, ещё одну победу принёс де Анджелис в Имоле, после дисквалификации Проста.
Машина была быстра, но ненадёжна. Частые отказы в гонках помешали гонщикам Lotus бороться за более высокие места в обоих зачётах.
Этот автомобиль ознаменовал начало возрождение команды, которое продолжилось в сезонах 1986 и 1987 годов, когда на смену 97T пришли Lotus 98T и Lotus 99T.

## Результаты в гонках сезона 1985 года
| Шасси     | Двигатель                   | Шины | Пилоты      | 1    | 2   | 3   | 4    | 5   | 6    | 7    | 8   | 9    | 10  | 11  | 12  | 13   | 14  | 15   | 16   | Место | Очки |
| --------- | --------------------------- | ---- | ----------- | ---- | --- | --- | ---- | --- | ---- | ---- | --- | ---- | --- | --- | --- | ---- | --- | ---- | ---- | ----- | ---- |
| Lotus 97T | Renault EF4B (EF15B) V6 1,5 | G    |             | БРА  | ПОР | САН | МОН  | КАН | ДЕТ  | ФРА  | ВЕЛ | ГЕР  | АВТ | НИД | ИТА | БЕЛ  | ЕВР | ЮАР  | АВС  | 4     | 71   |
| Lotus 97T | Renault EF4B (EF15B) V6 1,5 | G    | де Анджелис | 3    | 4   | 1   | 3    | 5   | 5    | 5    | НКЛ | Сход | 5   | 5   | 6   | Сход | 5   | Сход | ДСК  | 4     | 71   |
| Lotus 97T | Renault EF4B (EF15B) V6 1,5 | G    | Сенна       | Сход | 1   | 7   | Сход | 16  | Сход | Сход | 10  | Сход | 2   | 3   | 3   | 1    | 2   | Сход | Сход | 4     | 71   |

| Легенда к таблице |                                                                    |
| --- | ------------------------------------------------------------------ |
| В таблице перечислены результаты всех Гран-при Формулы-1, в которых использовался автомобиль. Строками таблицы являются сезоны, столбцами — этапы чемпионата мира. В каждой клетке указаны сокращённое название этапа и результат, дополнительно обозначенный цветом. Расшифровка обозначений и цветов представлена в нижеследующей таблице. |                                                                    |
| \| Пример \| Описание \| \| ------------ \| ------------------------------------------------------------------ \| \| 1 \| Победитель \| \| 2 \| Второе место \| \| 3 \| Третье место \| \| 5 \| Финишировал, заработав очки \| \| Сход \| Не финишировал, но при этом заработал очки \| \| 12 \| Финишировал, не получив очков \| \| НКЛ \| Финишировал, но не попал в финальную классификацию \| \| 15 \| Участвовал вне зачёта, либо по отдельной классификации \| \| 18 \| Не финишировал, но попал в финальную классификацию \| \| Сход \| Не финишировал \| \| НКВ \| Не прошёл квалификацию \| \| НПКВ \| Не прошёл предквалификацию \| \| ДСК \| Дисквалифицирован \| \| ИСК \| Исключён из протокола соревнований \| \| ТТ \| Заявлен для участия только в тренировках \| \| НС \| Участвовал в квалификации, но не стартовал в гонке \| \| Т \| Травмирован или болен \| \| ОТК \| Отказ от участия \| \| НТР \| Прибыл на соревнования, но на трассу не выезжал \| \| НПР \| Был заявлен в числе участников, но не прибыл к началу соревнований \| \| О \| Соревнования отменены \| \| \| Не участвовал \| \| Поул-позиция \| \| \| Быстрый круг \| \| |                                                                    |
| Пример | Описание                                                           |
| 1 | Победитель                                                         |
| 2 | Второе место                                                       |
| 3 | Третье место                                                       |
| 5 | Финишировал, заработав очки                                        |
| Сход | Не финишировал, но при этом заработал очки                         |
| 12 | Финишировал, не получив очков                                      |
| НКЛ | Финишировал, но не попал в финальную классификацию                 |
| 15 | Участвовал вне зачёта, либо по отдельной классификации             |
| 18 | Не финишировал, но попал в финальную классификацию                 |
| Сход | Не финишировал                                                     |
| НКВ | Не прошёл квалификацию                                             |
| НПКВ | Не прошёл предквалификацию                                         |
| ДСК | Дисквалифицирован                                                  |
| ИСК | Исключён из протокола соревнований                                 |
| ТТ | Заявлен для участия только в тренировках                           |
| НС | Участвовал в квалификации, но не стартовал в гонке                 |
| Т | Травмирован или болен                                              |
| ОТК | Отказ от участия                                                   |
| НТР | Прибыл на соревнования, но на трассу не выезжал                    |
| НПР | Был заявлен в числе участников, но не прибыл к началу соревнований |
| О | Соревнования отменены                                              |
| | Не участвовал                                                      |
| Поул-позиция |                                                                    |
| Быстрый круг |                                                                    |

## Lotus 97T в играх
Lotus 97T вошёл в состав майского обновления для Gran Turismo 6 в рамках проекта «Памяти Айртона Сенны».